# باکار
باکار (به کرواتی: Bakar) شهری در ایالت پریمریه-گرسکی کتار کشور کرواسی است که جمعیت آن در سال ۲۰۱۱ میلادی ۶٬۷۵۰ نفر بوده‌است.